# 国際連合カナダ政府常駐代表部
国際連合カナダ政府常駐代表部 (こくさいれんごうカナダせいふじょうちゅうだいひょうぶ、英語:Permanent Mission of Canada to the United Nations) は、国際連合本部におけるカナダ政府代表部である。

## 概要
カナダは国連の原加盟国（1945年）であり、国連憲章の起草に際してはエスコット・リードらカナダの外交官が重要な役割を果たした。
国連カナダ代表部には、国連における外交、交渉、情報収集を通じて、カナダの利益を向上させ、国際開発、安全保障、人権を促進し、多国間の問題に関して本国政府に情報を提供する役割がある。
カナダはこれまで経済規模の割に多い分担金を国連に供出してきた。また、財政面以外でも、実際的なアイディアや交渉によって日々の問題を解決し、平和維持活動や国際刑事裁判所、対人地雷禁止条約（オタワ条約）などの重要な分野でも国連に貢献してきた。
代表部の責任者は大使の身分をもつ常駐代表である。その下にも大使の身分もつ1名の次席常駐代表がいる。組織には政務部、国連対応・財務部、法務・経済・社会部、軍事部、広報部、総務部の6部署がある。
なお、カナダはニューヨークの国連本部以外にも、ジュネーヴ（軍縮会議、世界貿易機関、難民高等弁務官、人権高等弁務官）、パリ（ユネスコ）、ウィーン（国際原子力機関）、ナイロビ（人間居住計画、環境計画）、ローマ（食糧農業機関）、モントリオール（国際民間航空機関）などの国連の関連機関にも使節を派遣している。
代表部は、フランスやイギリス、オーストリアなどの国連代表部と同様に、ワン・ダグ・ハマーショルド・プラザに入居している。